# Marcin Jabłoński (polityk)
Marcin Artur Jabłoński (ur. 19 maja 1965 w Szprotawie) – polski polityk i samorządowiec. Wicewojewoda gorzowski (1998) i lubuski (1999–2001), w latach 2007–2008 i 2016–2018 starosta słubicki, w latach 2011–2013 wojewoda lubuski, w latach 2013–2014 podsekretarz stanu w Ministerstwie Spraw Wewnętrznych, w latach 2008–2010 i 2023–2025 marszałek województwa lubuskiego.

## Życiorys
Syn Augustyna i Alicji. Absolwent Uniwersytetu im. Adama Mickiewicza w Poznaniu (filologia germańska), Poznańskiej Szkoły Menedżerów, studiów podyplomowych na Wydziale Prawa i Administracji UAM w Poznaniu, studiów podyplomowych na Akademii Ekonomicznej we Wrocławiu (zarządzanie przedsiębiorstwami komunalnymi), studiów Master of Business Administration. Uzyskał uprawnienia tłumacza przysięgłego języka niemieckiego.
W latach 1994–1997 pełnił funkcję zastępcy burmistrza Słubic, w 1998 był wicewojewodą gorzowskim. W wyborach samorządowych w tym samym roku został wybrany do Sejmiku Województwa Lubuskiego, wkrótce jednak złożył mandat, obejmując od stycznia 1999 stanowisko I wicewojewody lubuskiego. W lutym 2001 został odwołany z tej funkcji.
Należał do Kongresu Liberalno-Demokratycznego i Unii Wolności, z której w 2001 przeszedł do Platformy Obywatelskiej. Z rekomendacji PO w 2001, 2005 i 2019 bez powodzenia kandydował do Sejmu, a w 2004 do Parlamentu Europejskiego.
Od listopada 2001 był prezesem Zakładu Energetyki Cieplnej w Słubicach. W 2002 uzyskał mandat radnego powiatu słubickiego. Od maja 2006 do maja 2007 ponownie zajmował stanowisko wiceburmistrza Słubic. W maju 2007 został powołany na urząd starosty słubickiego. 21 sierpnia 2008 sejmik powołał go na urząd marszałka tego województwa. W 2010 ponownie został wybrany na radnego województwa. 29 listopada 2010 zakończył urzędowanie jako marszałek województwa lubuskiego. W 2011 objął funkcję dyrektora Szpitala Powiatowego w Słubicach, następnie został prezesem zarządu spółki prawa handlowego, która przejęła zarządzanie tym szpitalem.
12 grudnia 2011 premier Donald Tusk powierzył mu stanowisko wojewody lubuskiego. W marcu 2013 został powołany na stanowisko podsekretarza stanu w Ministerstwie Spraw Wewnętrznych. Obowiązki objął na początku kwietnia tego samego roku i wykonywał je go stycznia 2014. W marcu 2016 ponownie wybrany na starostę słubickiego. Jego wybór na to stanowisko zakwestionował wojewoda lubuski; według mediów Marcin Jabłoński i jego poprzednik w czerwcu i lipcu 2016 mieli przy tym siłą zajmować budynek starostwa. Ostatecznie w grudniu 2016 Naczelny Sąd Administracyjny uznał za ważny wybór Marcina Jabłońskiego na starostę. Pełnił tę funkcję do końca kadencji w 2018, kiedy po raz kolejny uzyskał mandat radnego województwa lubuskiego. W listopadzie tego samego roku został powołany na członka nowego zarządu województwa.
13 października 2023 po blisko 13 latach powrócił na funkcję marszałka, zastępując na niej swoją następczynię Elżbietę Polak. W styczniu 2024 został członkiem zarządu Związku Województw RP oraz delegatem do Kongresu Władz Lokalnych i Regionalnych Rady Europy. W 2024 utrzymał mandat radnego sejmiku na kolejną kadencję. 13 maja tego samego roku radni po raz kolejny powierzyli mu funkcję marszałka.
Pod koniec czerwca 2025 opublikowano nagranie, na którym widać, jak kierowca škody (którym był Marcin Jabłoński) na drodze ekspresowej S3 ponaglał jadący przed nim samochód do szybszej jazdy, po czym – podczas wyprzedzania – uderzył go w bok i spowodował kolizję. Policja zatrzymała mu prawo jazdy i wszczęła wobec niego postępowanie o wykroczenie. Polityk odmówił przyjęcia mandatu i zarzucił policji nieudolne przeprowadzenie interwencji. W lipcu tego samego roku ogłosił swoją rezygnację ze stanowiska marszałka województwa. Zawiesił również swoje członkostwo w PO. 18 sierpnia 2025 radni województwa przyjęli jego rezygnację, a także wybrali na jego następcę Sebastiana Ciemnoczołowskiego.

## Odznaczenia i wyróżnienia
- 2010: Nagroda im. Grzegorza Palki[24]
- 2012: Odznaka Honorowa za Zasługi dla Województwa Lubuskiego[25]
- 2012: Statuetka „Konfederatka – Przyjaciel Pracodawcy” przyznana przez organizację Pracodawcy Rzeczypospolitej Polskiej[26]
- 2017: Odznaka Honorowa za Zasługi dla Samorządu Terytorialnego[27]
- 2018: Tytuł „Samorządowiec XX-lecia” przyznany przez Związek Powiatów Polskich[28]
- 2022: Odznaka honorowa „Zasłużony dla transportu Rzeczypospolitej Polskiej”[29]